# 北海道穂別高等学校
北海道穂別高等学校（ほっかいどうほべつこうとうがっこう）は、北海道勇払郡むかわ町（旧穂別町）にある公立（道立）の高等学校である。全日制普通科。

## 沿革
- 1951年 - 定時制課程1間口で開校。
- 1953年 - 全日制課程1間口を追加。
- 1956年 - 全日制課程1間口を追加し2間口となる。
- 1964年 - 全日制課程1間口を追加し3間口となる。
- 1967年 - 定時制課程を廃止。
- 1985年 - 全日制課程1間口を廃止し2間口となる。
- 1996年 - 全日制課程1間口を廃止し1間口となる。
- 1997年 - 全日制課程1間口を追加し2間口となる。
- 1997年 - 2学期制を開始する。